# Antrovis
Antrovis (Międzynarodowe Centrum Odnowy Ludzi i Ziemi „Antrovis”) – ruch religijny działający w latach 80. i 90. XX wieku, założony przez bioenergoterapeutę Edwarda Mielnika we Wrocławiu.

## Historia
Edward Mielnik (ur. 1941) pracował jako palacz kotłów wysokoprężnych. W 1983 roku miała objawić się mu Matka Boska, nakłaniająca go do ocalenia Słowian dzięki pomocy „kosmitów”. Mielnik rozpoczął nauczanie na niewielką skalę we Wrocławiu, ale pod koniec lat 80. jego działalność obejmowała już także Warszawę, Kraków i Katowice. 
Według różnych źródeł Antrovis powstał albo na początku, albo w drugiej połowie lat 80. W latach 1990–1994 działał jako stowarzyszenie. Główna siedziba mieściła się we Wrocławiu. Oddział Antrovisu powstał w Warszawie, jego sympatycy działali także między innymi: w Krakowie, Poznaniu, Szczecinie oraz wśród Polonii w Niemczech i Holandii. Po rozwiązaniu stowarzyszenia, w Lubece założono centralę ruchu, działającą pod nazwą: Międzynarodowe Centrum Odnowy Ludzi i Ziemi Antrovis. Oddział Antrovisu w Warszawie istniał do 1998 roku. Ruch prawdopodobnie rozwiązał się pod koniec lat 90.

## Ideologia
Antrovis łączył wiarę w świętość narodów słowiańskich z ufologią i chrześcijaństwem. Zgodnie z naukami Mielnika, Słowianie z planety Atlanta mieli osiedlić się na terenie dzisiejszej Polski osiem miliardów lat temu. Słowianie byli strażnikami kanonu dwunastu praw uniwersalnych. Prawie równocześnie na Ziemię przybyli Hebrajczycy z planety Hebro, zwani „strażnikami wolnej woli”. Przybysze z planety Hebro mieli wcześniej głosić wśród ludzi idee równości i wolności, co miało doprowadzić Ziemian do nieszczęścia. Zdaniem ruchu, wolność miała charakter destrukcyjny. Obie cywilizacje były skonfliktowane, a walka pomiędzy Słowianami a Hebrajczykami miała doprowadzić do zniszczenia obecnie istniejącej struktury kosmosu.
Według Mielnika obecna cywilizacja była siódmą i ostatnią z ziemskich cywilizacji. Do 2000 roku wszystkie cywilizacje miały pojednać się pod przewodnictwem Polan. Antrovis głosił koniec ery wolnej woli i potrzebę przygotowania ludzi do nowego, antymaterialnego cyklu kosmosu. Nieliczni mieli przeżyć koniec poprzez ucieczkę na pokładach statków przysłanych z innych planet. Ewakuacja miała odbyć się na Ślęży. W ewakuacji pierwszeństwo mieli mieć Słowianie (w szczególności Polacy, uznani za naród wybrany). Zagładę miało przeżyć 144 tys. ludzi białej rasy i 600 tys. innych ras. Ocaleni mieli dolecieć do planety Mirinda. Zdaniem Antrovisu, główni przedstawiciele ruchu, wcześniej przygotowani oraz posiadający silne i pożyteczne pole bioenergoelektryczne, ewakuowani byli w latach 90. Według liderów ruchu odbyło się kilka indywidualnych ewakuacji.
W książce pt. Wizja Nazarejczyka ruch Antrovis propagował reinkarnację, powołując się na Nowy Testament. Ponadto głosił, że Jan Paweł II zostanie zamordowany w 1994 roku.
Swoją ideologię Antrovis publikował w miesięczniku „Nie z tej Ziemi”.

## Kontrowersje
Działalność Antrovisu wzbudzała dużo kontrowersji. Sam ruch był nazywany sektą. Werbowano do niego młodych ludzi, co spotykało się z oburzeniem rodziców i opinii publicznej.
W sierpniu 1993 roku zaginął szesnastolatek mający wcześniej kontakty z Antrovisem. Według policji zaginęły też dwie inne osoby związane z ruchem. Znane były również przypadki okaleczeń i odmowy leczenia przez członków Antrovisu.
W 2006 roku przewodniczący Ogólnopolskiego Komitetu Obrony przed Sektami Ryszard Nowak opublikował „Raport o sektach”, gdzie umieścił Antrovis na liście szesnastu sekt działających na terenie Polski. Raport został skrytykowany przez ośrodki informacji o sektach i nowych ruchach religijnych. W oświadczeniu opublikowanym na portalu ekumenizm.pl zwrócono między innymi uwagę na to, że Antrovis nie jest aktywny od kilku lat.